# قطارداش
قطارداش روستایی در دهستان آجرلوی غربی بخش نختالو شهرستان باروق در استان آذربایجان غربی ایران است.
این روستا به دلیل وجود رشته های معدنی زغال‌سنگ در این منطقه بدین نام نامیده شده است.

## جمعیت
بر پایه سرشماری عمومی نفوس و مسکن در سال ۱۳۹۵، جمعیت این روستا برابر با ۸۴ نفر (۲۳ خانوار) بوده است.